# Iván Bolado
Iván Bolado Palacios (* 3. Juli 1989 in Santander, Kantabrien) ist ein ehemaliger spanisch-äquatorialguineischer Fußballspieler.

## Spielerkarriere

### Vereinskarriere
Iván Bolado stammt aus der Jugend seines Vereins Racing Santander. Sein Debüt gab er gegen das katalanische Topteam FC Barcelona zum Saisonauftakt 2007/2008 am 26. August 2007. Das Spiel endete 0:0. Erstmals traf er für seine Mannschaft beim 2:0-Heimsieg in der Copa del Rey gegen den Zweitligisten FC Málaga am 2. Januar 2008. Wenig später schoss er beim 2:2 im Heimspiel gegen Real Saragossa am 27. Januar 2008 sein erstes Tor in der Primera División. Die nächste Saison spielte er als Leihgabe für den FC Elche. Im Sommer 2009 kehrte er nach Santander zurück, verpasste aber aufgrund einer Verletzung den größten Teil der Spielzeit. In der Saison 2010/2011 kam er aufgrund starker Konkurrenz nur in 19 Spielen zum Einsatz, davon allerdings nur siebenmal von Anfang an.
Zur Saison 2011/2012 wechselte Bolado zum FC Cartagena in die zweite spanische Liga. Dort erzielte er zwei Tore in 10 Spielen.
Im Februar 2012 verließ er Spanien und schloss sich CSKA Sofia an. In seinem einzigen Spiel für die Bulgaren verletzte er sich schwer und fiel für den Rest der Saison aus.
Im März 2014 kehrte Bolado nach Spanien zurück. Bei Real Avilés spielte er dreimal, ehe er nach Indien zum FC Pune City wechselte.

### International
Iván Bolado war Spieler der U-21-Nationalmannschaft Spaniens. Anlässlich der Afrikameisterschaft 2012 wurde Bolado, dessen Vater aus Äquatorialguinea stammt, in das äquatorialguineische Nationalteam berufen und gab am 6. Januar 2012 sein Länderspieldebüt.